# Цюцик Петро Семенович
Отець Петро (в миру — Петро Семенович Цюцик) (нар. 12 липня 1956, Багнувате, СРСР) — український священник, митрофорний протоієрей Української Православної Церкви Київського Патріархату. У минулому — Благочинний Попільнянського району Житомирської області, настоятель храму Воздвиження Чесного Хреста Господнього (смт Корнин).

## Життєпис
Петро Семенович Цюцик народився в селі Багнувате, що на Львівщині. Священицьке служіння розпочав 9 серпня 1991 року. Основна діяльність Петра Цюцика пов'язана з Житомирською областю, де він протягом тривалого часу був настоятелем храму Воздвиження Чесного Хреста Господнього у Корнині. Очолював Попільнянське благочиння УПЦ КП, до складу якого входить 14 парафій. Неодноразово співслужив Владиці Ізяславу, Архієпископу Житомирському і Овруцькому.

## Сім'я
- Дружина — Цюцик Катерина Михайлівна (25 червня 1955), «Мати-героїня»[5].
- Двоє синів та три доньки. Сини, за прикладом батька, теж стали священниками[2].